# Sergej Saveljev
Sergej Petrovitsj Saveljev (Russisch: Сергей Петрович Савельев) (Oblast Amoer, 26 februari 1948 - Moskou, 29 oktober 2005) was een Russisch langlaufer. 

## Carrière
Saveljev won in 1976 olympisch goud op de 30 kilometer en de bronzen medaille op de estafette. Saveljev werd in het Finse Lahti in 1978 wereldkampioen op de 30 kilometer. Tijdens de spelen van 1980 kwam Saveljev niet verder dan de vijfde plaats op de 50 kilometer. Saveljev was van 1981 tot en met 1989 hoofdcoach van de langlaufafdeling van CSKA Moskou.

## Belangrijkste resultaten

### Olympische Winterspelen
| Editie | Plaats      | Resultaten                    |
| ------ | ----------- | ----------------------------- |
| 1976   | Innsbruck   | 30 km · 21e 50 km · estafette |
| 1980   | Lake Placid | 5e 50 km                      |

### Wereldkampioenschappen langlaufen
| Jaar | Plaats      | Resultaten                    |
| ---- | ----------- | ----------------------------- |
| 1976 | Innsbruck   | 30 km · 21e 50 km · estafette |
| 1978 | Lahti       | 30 km                         |
| 1980 | Lake Placid | 5e 50 km                      |